# Biathlon na Zimowych Igrzyskach Olimpijskich 2014 – bieg masowy kobiet
Biathlonowy bieg masowy kobiet na Zimowych Igrzyskach Olimpijskich 2014 odbył się 17 lutego na kompleksie narciarsko-biathlonowym „Łaura” w Krasnaja Polana. Była to ostatnia konkurencja indywidualna kobiet podczas igrzysk.
Mistrzynią olimpijską została Białorusinka Darja Domraczewa, która spudłowała tylko raz – podczas ostatniego pobytu na strzelnicy. Drugie miejsce zajęła Czeszka Gabriela Soukalová, która także raz spudłowała, tracąc w biegu do zwyciężczyni 20,2 sekundy. Na trzecim miejscu uplasowała się Norweżka Tiril Eckhoff, która podobnie jak jej rywali musiała pokonać dodatkowe 150 metrów na rundzie karnej.

## Terminarz
| Data      | Konkurencja | Godzina rozpoczęcia | Godzina rozpoczęcia |
| Data      | Konkurencja | Czas CET            | Czas lokalny        |
| --------- | ----------- | ------------------- | ------------------- |
| 17 lutego | Finał       | 16:00               | 19:00               |

## Tło
| Data                                                                        | Miejscowość                                                                 | Zwycięzca                                                                   | Drugi                                                                       | Trzeci                                                                      | Źródło                                                                      |
| Wyniki biegu masowego podczas zawodów Pucharu Świata w biathlonie 2013/2014 | Wyniki biegu masowego podczas zawodów Pucharu Świata w biathlonie 2013/2014 | Wyniki biegu masowego podczas zawodów Pucharu Świata w biathlonie 2013/2014 | Wyniki biegu masowego podczas zawodów Pucharu Świata w biathlonie 2013/2014 | Wyniki biegu masowego podczas zawodów Pucharu Świata w biathlonie 2013/2014 | Wyniki biegu masowego podczas zawodów Pucharu Świata w biathlonie 2013/2014 |
| --------------------------------------------------------------------------- | --------------------------------------------------------------------------- | --------------------------------------------------------------------------- | --------------------------------------------------------------------------- | --------------------------------------------------------------------------- | --------------------------------------------------------------------------- |
| 5 stycznia                                                                  | Oberhof                                                                     | Tora Berger                                                                 | Synnøve Solemdal                                                            | Darja Domraczewa                                                            | [ 2 ]                                                                       |
| Wyniki biegu masowego na Zimowych Igrzyskach Olimpijskich 2010              |                                                                             |                                                                             |                                                                             |                                                                             |                                                                             |
| 21 lutego                                                                   | Vancouver                                                                   | Magdalena Neuner                                                            | Olga Zajcewa                                                                | Simone Hauswald                                                             | [ 3 ]                                                                       |
| Wyniki biegu masowego na mistrzostwach świata 2012                          |                                                                             |                                                                             |                                                                             |                                                                             |                                                                             |
| 11 marca                                                                    | Ruhpolding                                                                  | Tora Berger                                                                 | Marie-Laure Brunet                                                          | Kaisa Mäkäräinen                                                            | [ 4 ]                                                                       |
| Wyniki biegu masowego na mistrzostwach świata 2013                          |                                                                             |                                                                             |                                                                             |                                                                             |                                                                             |
| 17 lutego                                                                   | Nové Město na Moravě                                                        | Darja Domraczewa                                                            | Tora Berger                                                                 | Monika Hojnisz                                                              | [ 5 ]                                                                       |
| Klasyfikacja biegu masowego Pucharu Świata 2012/2013                        |                                                                             |                                                                             |                                                                             |                                                                             |                                                                             |
|                                                                             |                                                                             | Tora Berger                                                                 | Darja Domraczewa                                                            | Wita Semerenko                                                              | [ 6 ]                                                                       |

## Lista startowa
Opracowano na podstawie materiałów źródłowych:
Do startu w biegu masowym uprawnione były wszystkie dotychczasowe indywidualne medalistki igrzysk, które otrzymały pierwsze numery startowe (8 zawodniczek). Kolejną grupę zawodniczek wyłoniono na podstawie miejsca w klasyfikacji generalnej pucharu świata (9 zawodniczek). Pozostałe zawodniczki wzięły udział w biegu dzięki miejscom zajętym w poprzednich biegach (13 zawodniczek). Pod uwagę brana była suma zdobytych punktów w trzech poprzednich biegach na igrzyskach.
Do trzydziestu zakwalifikowanych zawodniczek zostały przydzielone dodatkowe cztery rezerwowe zawodniczki. W biegu nie wystartowała Franziska Preuß, a jej miejsce zajęła Krystyna Pałka. W zawodach nie wystartowała także Marie Dorin Habert, dwie kolejne zawodniczki z listy rezerwowej – Jana Romanowa oraz Laura Dahlmeier zrezygnowały z zajęcia jej miejsca, więc w biegu wzięła udział Megan Imrie.
Lista startowa biegu masowego:
| Numer | Zawodniczka                  | Reprezentacja     | Punkty zdobyte podczas igrzysk | Sposób kwalifikacji                                            |
| ----- | ---------------------------- | ----------------- | ------------------------------ | -------------------------------------------------------------- |
| 1     | Anastasija Kuźmina           | Słowacja          | 112                            | 1. miejsce w sprincie                                          |
| 2     | Darja Domraczewa             | Białoruś          | 152                            | 1. miejsce w biegu pościgowym 1. miejsce w biegu indywidualnym |
| 3     | Olga Wiłuchina               | Rosja             | 90                             | 2. miejsce w sprincie                                          |
| 4     | Tora Berger                  | Norwegia          | 110                            | 2. miejsce w biegu pościgowym                                  |
| 5     | Selina Gasparin              | Szwajcaria        | 108                            | 2. miejsce w biegu indywidualnym                               |
| 6     | Wita Semerenko               | Ukraina           | 91                             | 3. miejsce w sprincie                                          |
| 7     | Teja Gregorin                | Słowenia          | 104                            | 3. miejsce w biegu pościgowym                                  |
| 8     | Nadieżda Skardino            | Białoruś          | 100                            | 3. miejsce w biegu indywidualnym                               |
| 9     | Kaisa Mäkäräinen             | Finlandia         | 68                             | 3. miejsce w Pucharze Świata                                   |
| 10    | Gabriela Soukalová           | Czechy            | 98                             | 4. miejsce w Pucharze Świata                                   |
| 11    | Wałentyna Semerenko          | Ukraina           | 91                             | 5. miejsce w Pucharze Świata                                   |
| 12    | Tiril Eckhoff                | Norwegia          | 63                             | 7. miejsce w Pucharze Świata                                   |
| 13    | Veronika Vítková             | Czechy            | 83                             | 8. miejsce w Pucharze Świata                                   |
| 14    | Andrea Henkel                | Niemcy            | 31                             | 9. miejsce w Pucharze Świata                                   |
| 15    | Franziska Hildebrand         | Niemcy            | 3                              | 13. miejsce w Pucharze Świata                                  |
| 16    | Franziska Preuß              | Niemcy            | 1                              | 14. miejsce w Pucharze Świata                                  |
| 16    | Julija Dżima                 | Ukraina           | 36                             | 15. miejsce w Pucharze Świata                                  |
| 17    | Anaïs Bescond                | Francja           | 109                            | Punkty zdobyte podczas igrzysk                                 |
| 18    | Karin Oberhofer              | Włochy            | 104                            | Punkty zdobyte podczas igrzysk                                 |
| 19    | Monika Hojnisz               | Polska            | 71                             | Punkty zdobyte podczas igrzysk                                 |
| 20    | Olga Zajcewa                 | Rosja             | 69                             | Punkty zdobyte podczas igrzysk                                 |
| 21    | Ołena Pidhruszna             | Ukraina           | 68                             | Punkty zdobyte podczas igrzysk                                 |
| 22    | Weronika Nowakowska-Ziemniak | Polska            | 67                             | Punkty zdobyte podczas igrzysk                                 |
| 23    | Evi Sachenbacher-Stehle      | Niemcy            | 65                             | Punkty zdobyte podczas igrzysk                                 |
| 24    | Dorothea Wierer              | Włochy            | 62                             | Punkty zdobyte podczas igrzysk                                 |
| 25    | Susan Dunklee                | Stany Zjednoczone | 57                             | Punkty zdobyte podczas igrzysk                                 |
| 26    | Éva Tófalvi                  | Rumunia           | 54                             | Punkty zdobyte podczas igrzysk                                 |
| 27    | Elisa Gasparin               | Szwajcaria        | 52                             | Punkty zdobyte podczas igrzysk                                 |
| 28    | Marie Dorin Habert           | Francja           | 50                             | Punkty zdobyte podczas igrzysk                                 |
| 28    | Ann Kristin Flatland         | Norwegia          | 49                             | Punkty zdobyte podczas igrzysk                                 |
| 29    | Krystyna Pałka               | Polska            | 46                             | Zawodniczka rezerwowa (punkty zdobyte podczas igrzysk)         |
| 30    | Jana Romanowa                | Rosja             | 40                             | Zawodniczka rezerwowa (punkty zdobyte podczas igrzysk)         |
| 30    | Laura Dahlmeier              | Niemcy            | 39                             | Zawodniczka rezerwowa (punkty zdobyte podczas igrzysk)         |
| 30    | Megan Imrie                  | Kanada            | 34                             | Zawodniczka rezerwowa (punkty zdobyte podczas igrzysk)         |

## Wyniki
| Miejsce | Nr | Zawodniczka                  | Reprezentacja     | Rundy karne | Czas    | Strata  |
| ------- | -- | ---------------------------- | ----------------- | ----------- | ------- | ------- |
| 01 !    | 2  | Darja Domraczewa             | Białoruś          | 1 (0+0+0+1) | 35:25,6 | –       |
| 02 !    | 10 | Gabriela Soukalová           | Czechy            | 1 (0+0+0+1) | 35:45,8 | +20,2   |
| 03 !    | 12 | Tiril Eckhoff                | Norwegia          | 1 (0+1+0+0) | 35:52,9 | +27,3   |
| 4.      | 7  | Teja Gregorin                | Słowenia          | 0 (0+0+0+0) | 36:05,0 | +39,4   |
| 5.      | 19 | Monika Hojnisz               | Polska            | 0 (0+0+0+0) | 36:20,5 | +54,9   |
| 6.      | 9  | Kaisa Mäkäräinen             | Finlandia         | 2 (0+0+1+1) | 36:27,1 | +1:01,5 |
| 7.      | 21 | Ołena Pidhruszna             | Ukraina           | 0 (0+0+0+0) | 36:37,1 | +1:11,5 |
| 8.      | 13 | Veronika Vítková             | Czechy            | 0 (0+0+0+0) | 36:49,3 | +1:23,7 |
| 9.      | 5  | Selina Gasparin              | Szwajcaria        | 2 (0+1+1+0) | 36:54,9 | +1:29,3 |
| 10.     | 17 | Anaïs Bescond                | Francja           | 3 (0+0+3+0) | 36:55,3 | +1:29,7 |
| 11.     | 25 | Susan Dunklee                | Stany Zjednoczone | 3 (0+1+1+1) | 36:57,9 | +1:32,3 |
| 12.     | 11 | Wałentyna Semerenko          | Ukraina           | 2 (0+0+2+0) | 37:03,5 | +1:37,9 |
| 13.     | 18 | Karin Oberhofer              | Włochy            | 2 (0+0+1+1) | 37:03,6 | +1:38,0 |
| 14.     | 4  | Tora Berger                  | Norwegia          | 2 (0+1+1+0) | 37:07,8 | +1:42,2 |
| 15.     | 8  | Nadieżda Skardino            | Białoruś          | 2 (0+0+1+1) | 37:08,0 | +1:42,4 |
| 16.     | 6  | Wita Semerenko               | Ukraina           | 1 (0+0+1+0) | 37:16,1 | +1:50,5 |
| 17.     | 14 | Andrea Henkel                | Niemcy            | 1 (0+0+1+0) | 37:19,2 | +1:53,6 |
| 18.     | 29 | Krystyna Pałka               | Polska            | 2 (1+0+1+0) | 37:33,9 | +2:08,3 |
| 19.     | 22 | Weronika Nowakowska-Ziemniak | Polska            | 4 (1+0+2+1) | 37:35,2 | +2:09,6 |
| 20.     | 26 | Éva Tófalvi                  | Rumunia           | 2 (1+0+0+1) | 37:50,9 | +2:25,3 |
| DSQ     | 3  | Olga Wiłuchina               | Rosja             | 2 (1+0+0+1) | 38:05,3 | +2:39,7 |
| 21.     | 16 | Julija Dżima                 | Ukraina           | 4 (0+0+2+2) | 38:10,8 | +2:45,2 |
| DSQ     | 20 | Olga Zajcewa                 | Rosja             | 1 (0+0+1+0) | 38:14,2 | +2:48,6 |
| 22.     | 28 | Ann Kristin Flatland         | Norwegia          | 2 (0+1+1+0) | 38:15,6 | +2:50,0 |
| 23.     | 24 | Dorothea Wierer              | Włochy            | 3 (1+2+0+0) | 38:37,4 | +3:11,8 |
| 24.     | 1  | Anastasija Kuźmina           | Słowacja          | 5 (0+2+2+1) | 38:50,3 | +3:24,7 |
| 25.     | 30 | Megan Imrie                  | Kanada            | 5 (1+0+1+3) | 38:59,0 | +3:33,4 |
| 26.     | 15 | Franziska Hildebrand         | Niemcy            | 3 (1+0+1+1) | 39:09,5 | +3:43,9 |
| 27 !    | 23 | Evi Sachenbacher-Stehle      | Niemcy            | DSQ         | DSQ     | DSQ     |
| 28 !    | 27 | Elisa Gasparin               | Szwajcaria        | – (0+1)     | DNF     | DNF     |